# Corné Klijn
Corné Klijn (Kaatsheuvel, 15 december 1961) is een Nederlands radio-dj.

## Biografie
Klijn werd geboren in Kaatsheuvel. Op 10-jarige leeftijd begon hij op zijn slaapkamer met behulp van een cassetterecorder, platenspeler, mengpaneel en microfoon muziek te maken. Tot op zijn 18e draaide hij muziek op bruiloften en schoolfeesten. Daarna ging hij werken bij de lokale radiostations Radio Royale en Maasstad Radio. Vervolgens werkte hij enkele jaren in discotheek Taveerne De Zeuve Lantaarns in Drunen en daarna 6 jaar in de Utrechtse platenzaak Kareltje Import.

## Loopbaan
Klijn werkte sinds halverwege de jaren tachtig als dj in discotheken en voor o.a. voor piratenstations als Midstad FM 103.4 uit Utrecht, waar hij tot en met de zomer van 1992 werkzaam was. Van 1987 tot en met 1993 schreef Klijn muziekrecensies voor het tijdschrift Disco Dance. Op vrijdag 11 december 1992 startte Klijn zijn landelijke radioloopbaan bij Radio 538, dat die dag gelanceerd werd en waar hij een avondprogramma presenteerde.
Per maandag 3 april 1995 vertrok Klijn naar Radio 3FM, waar hij met het programma Kort en Klijn de opvolger werd van Frits Spits en zijn De Avondspits. Klijn presenteerde dit programma voor de NPS, aanvankelijk van maandag t/m vrijdag tussen 18:00 en 19:00 uur. Vanaf najaar 1998 werd dit van 18:00 tot 20:00 uur. Naast Kort en Klijn presenteerde Klijn diverse programma's rondom discoclassics en toerde Klijn vanaf april 1995 tot medio 1998 ook met de NPS Kort en Klijn drive-in show door het land. Ook was Klijn de laatste DJ die op vrijdag 6 augustus 1999 uitzond vanuit het Radio 3 Centrum. Radio 3FM verhuisde die dag naar een nieuwe studio. Per vrijdag 1 februari 2002 werkte Corné voor de TROS waar hij iedere vrijdag tussen 18:00 en 19:00 uur het programma Dance Classics Party Request presenteerde op 3FM. Ook presenteerde Klijn tussen september 2005 en september 2007 op zaterdagmiddag de publieke hitlijst Mega Top 50 op 3FM. Daarnaast zat hij enige tijd in de muziekredactie van diezelfde zender.
Op vrijdag 11 december 2009 was de laatste uitzending van Dance Classics Party Request op 3FM, en Klijn stapte over naar Radio 2. Sinds 1 januari 2017 presenteert Klijn voor AVROTROS elke zaterdagavond op NPO Radio 2 Corné Klijns Soul Sensations en elke zondagavond (sinds 10 oktober 2021 tussen 21:00 en 00:00 uur)  De Mega Album Top 50, waarvan de programmanaam per maandag 1 januari 2018 is gewijzigd in De Album Show.
Tevens is Klijn op NPO Radio 2 invaller bij de AVROTROS-programma's Muziekcafé, Annemiekes A-lunch en Aan De Slag!.
In december 2020 werd hij Music Director bij NPO Sterren NL. en maakt hij elke vrijdagmiddag nog een programma genaamd de Weekendborrel op NPO Radio 5 samen met Jan Paparazzi sinds januari 2019 volgens  Npo Radio 5.nl.  

## Motorsport
Klijn is een groot motorsportliefhebber en bezocht van 2007 t/m 2009 namens RTL 7 met RTL GP alle MotoGP-wedstrijden, waarvoor hij interviews met de coureurs maakte.
Daarnaast is hij circuitomroeper op het TT Circuit in Assen tijdens de TT en het WK Superbike.